# ブラフマンの埋葬
『ブラフマンの埋葬』（ブラフマンのまいそう）は、日本の小説家小川洋子による小説である。
『群像』2004年1月号および同年2月号に掲載された。単行本は、2004年4月17日に講談社より刊行された。単行本の装幀は、十河岳男 (K2) による。単行本の装画は、山本容子による。同年、第32回泉鏡花文学賞を受賞する。文庫版は、2007年4月13日に講談社文庫より刊行された。

## あらすじ
〈僕〉は、バイオリニスト、映画監督、画家、デザイナー、歌手などのアーティストが創作活動に励むための家、〈創作者の家〉の管理人を務めている。〈創作者の家〉は、村の中心部から南方へ車でおよそ10分ほど行った田園の中に位置し、古い木造の農家をリフォームしてつくられたものである。初夏のある日、ある小さな動物が〈僕〉の住む家の庭に現れる。身体中に傷を負っており、とても痩せたその小動物は、やがて、ある碑文彫刻師によって「ブラフマン」と名付けられる。〈僕〉は、ブラフマンを飼い始める。ブラフマンの傷は、見る間に癒えていった。〈僕〉は、ブラフマンについての観察記録をとる。

## 主な登場キャラクター
ブラフマン
小動物。胴のおよそ1.2倍の長さの尻尾をもち、尻尾は自由自在に動く。足の裏には、5つの肉球があり、肉球のすき間には、水かきがある。
〈僕〉
語り手。
碑文彫刻師
〈創作者の家〉に工房をもつ。

## 書評
本の雑誌社によるサイト「WEB本の雑誌」には、「小川洋子という作家と他の文筆家を分けていると思われるのが、出番は少ないが印象的なレース編み作家とホルン奏者の描写だ。特にレース編み作家が素晴らしい。時に冷たいように思えて、また時には限りなく優しい。凡百の作家にはこれが描けない」「1つ1つのエピソードが目に浮かんで、とにかく『美しい世界』の一言に尽きます。言葉の美しさをぎゅっと濃縮して閉じ込めた結晶がきらきら輝いています」とする書評が掲載されている。